# ناحیه دونگ (دئگو)
ناحیه دونگ (دئگو) (به لاتین: Dong District) یک منطقهٔ مسکونی در کره جنوبی است که در دئگو واقع شده‌است. ناحیه دونگ ۱۸۲٫۳۵ کیلومتر مربع مساحت و ۳۴۲٬۰۹۲ نفر جمعیت دارد.